# FY Волопаса
FY Волопаса (лат. FY Boötis) — тройная звезда в созвездии Волопаса на расстоянии приблизительно 839 световых лет (около 257 парсеков) от Солнца. Видимая звёздная величина звезды — от +13,9m до +13m.
Пара первого и второго компонентов — двойная затменная переменная звезда типа W Большой Медведицы (EW). Орбитальный период — около 0,2412 суток (5,7878 часа).

## Характеристики
Первый компонент — оранжевый карлик спектрального класса K1, или K3V*. Радиус — около 0,8 солнечной, светимость — около 0,336 солнечной. Эффективная температура — около 4928 K.
Второй компонент — оранжевый карлик спектрального класса K.
Третий компонент — красный карлик спектрального класса M6*. Масса — около 0,16 солнечной*. Орбитальный период — около 9,9 года*.